# (6118) 1986 QX3
(6118) 1986 QX3 (1986 QX3, 1977 DE2) — астероїд головного поясу, відкритий 31 серпня 1986 року.
Тіссеранів параметр щодо Юпітера — 3,462.